# JS A3 103–106
Die dreiachsigen Erste-Klasse-Personenwagen der Gattung A3 und den Nummern 103–106 der Jura-Simplon-Bahn (JS) waren ab 1894 im Einsatz.

## Geschichte
1894 bestellte die JS bei der Schweizerischen Industrie-Gesellschaft (SIG) vier dreiachsige Personenwagen der 1. Klasse. Die Wagen verfügten über vier Abteile mit je sechs Sitzplätzen, ein Abteil mit zwei Plätzen sowie eine Toilette.
Bei der Verstaatlichung der JS 1903 wurden die Wagen von den Schweizerischen Bundesbahnen (SBB) übernommen und bekamen die Nummern 507–510. Wie lange sie im Einsatz waren, ist nicht genau bekannt.